# Chlorophorus taiwanus
Chlorophorus taiwanus är en skalbaggsart som beskrevs av Masaki Matsushita 1933. Chlorophorus taiwanus ingår i släktet Chlorophorus och familjen långhorningar.
Artens utbredningsområde är Taiwan. Inga underarter finns listade i Catalogue of Life.